# Cloudbusting
《Cloudbusting》는 케이트 부시의 노래이다.

## 발매
〈Cloudbusting〉은 10월 14일에 《Hounds of Love》의 두 번째 싱글로 발매되었다. 7인치 싱글에는 B면에 〈Burning Bridge〉가 수록되었으며, 12인치 싱글에는 노래를 리믹스한 〈Cloudbusting (Organon Mix)〉, 〈Burning Bridge〉와 전통 노래에 케이트가 추가로 작사한 가사가 들어간 〈My Lagan Love〉가 실렸다. 1986년 1월 20일자 오스트레일리아의 켄트 뮤직 리포트 차트에서는 근소한 차이로 차트에 진입하지 못했다.

## 평가
스매시 히츠의 폴 킹은 "청소년 시기 휴일에 캠핑을 갔을 때 만나던 지인"이라고 비유하며, "평범하지 않고, 예측 불가능하지만 나를 끌어당기게 하는 매력을 가지고 있다"고 호평했다. 보스턴 글로브의 브렛 밀라노는 "엘리자베스 1세 시기의 대중 음악"이라고 묘사했다. 크림의 켄 반스는 첫 소절을 들으면 마돈나의 〈Into the Groove〉보다 이해하기 어려운 걸 알 수 있지만, 볼레로 스타일의 현악기가 들어간 매혹적인 음악이라고 평했다.
더 큐어의 로버트 스미스는 자신이 좋아하는 1980년대 노래 30곡 중 하나로 〈Cloudbusting〉을 선정했다.

## 영향
〈Cloudbusting〉은 여러 음악가에게 영향을 끼쳤다. 프린스의 전기 작가 알렉스 한은 프린스가 음반 《Sign o' the Times》를 작업하던 당시 피터 가브리엘과 부시의 노래를 자주 들었으며, 특히 〈Cloudbusting〉을 좋아했다고 밝혔다. 모리세이의 첫 번째 정규 음반 《Viva Hate》에 수록된 〈Angel, Angel Down We Go Together〉를 만들 당시 음반의 프로듀서였던 스티븐 스트리트는 〈Cloudbusting〉이 멜로디를 만들 때 주요한 영감이었다고 언급했다.

## 커버 및 사용
솔란지 놀스는 2014년 코첼라 밸리 뮤직 페스티벌에서 〈Cloudbusting〉을 커버하였다. 잉글랜드의 전자 음악 듀오 유타 세인츠는 〈Cloudbusting〉을 샘플링한 노래 〈Something Good〉을 발매하였다. 부시는 공식적으로 노래의 샘플링을 허용하였다.
앤디 샘버그는 자신이 출연하고 감독한 영화 《팜스프링스》에 노래를 사용했다. 샘버그는 〈Cloudbusting〉을 "지금까지 만들어진 노래 중에서 최고 중 하나"라고 극찬하며, 매력적이고 중독성 있어야 하고 요즘의 노래는 아니면서도 명곡이어야 하지만 이미 너무 많이 듣지는 않은 영화의 특정한 음악적 분위기에 걸맞았다고 설명했다.

## 곡 목록
| #  | 제목               | 재생 시간 |
| -- | ------------------ | --------- |
| 1. | 〈Cloudbusting〉   | 5:08      |
| 2. | 〈Burning Bridge〉 | 4:38      |

| #  | 제목                                  | 재생 시간 |
| -- | ------------------------------------- | --------- |
| 1. | 〈Cloudbusting〉 (The Organon Re-mix) | 6:34      |
| 2. | 〈Burning Bridge〉                    | 4:38      |
| 3. | 〈My Lagan Love〉                     | 2:31      |

## 참여진
크레딧은 《Hounds of Love》의 라이너 노트에서 발췌했다.
| - 케이트 부시 – 보컬, 페어라이트 CMI, 코러스 - 스튜어트 엘리엇– 드럼 - 찰리 모건 – 드럼 - 메디치 스트링 섹스텟 – 현악기 - 데이비드 로슨 – 현악기 편곡 | - 브라이언 배스 – 코러스 - 패디 부시 – 코러스 - 존 카더 부시 – 코러스 - 델 팔머 – 코러스 |

## 차트
| 차트 (1985)               | 최고 순위 |
| ------------------------- | --------- |
| 벨기에 톱 30              | 18        |
| 네덜란드스 탑 40          | 11        |
| 아이리시 싱글 차트        | 13        |
| 영국 싱글 차트            | 20        |
| 서독 (미디어 콘트롤 차트) | 20        |

| 차트 (2019)                      | 최고 순위 |
| -------------------------------- | --------- |
| 미국 얼터너티브 디지털 송 세일즈 | 22        |

| 차트 (2022)              | 최고 순위 |
| ------------------------ | --------- |
| 영국 싱글 다운로드 (OCC) | 56        |

## 인증
| 국가                               | 인증 | 판매량/출하량 |
| ---------------------------------- | ---- | ------------- |
| 영국 (BPI)                         | 실버 | 200,000       |
| 판매량+스트리밍을 기반으로 한 인증 |      |               |

### 참고 자료
- 스미스, 로빈 (1985년 10월 12일). “Bush, Baby” (PDF). 《레코드 미러》. 6쪽. 2022년 4월 2일에 원본 문서 (PDF)에서 보존된 문서  – WorldRadioHistory 경유.
- 켄트, 데이비드 (1986년 1월 20일). “Kent Music Report”. 601호.
- 킹, 폴 (1985년 11월 5일). “Kate Bush: Cloudbusting (EMI)”. 180호. 24B쪽. 2022년 8월 28일에 원본 문서에서 보존된 문서  – Smash Hits Remebered 경유.
- 밀라노, 브렛 (1985년 10월 31일). “Rush Piles It On / Bush's Wild Inventions / Johnny Winter's Blues / Brahms' Troubles”. 《보스턴 글로브》. 86면  – Newspapers.com  경유.
- 부시, 케이트 (1985년). 《Hounds Of Love》 (LP 게이트폴드). EMI 레코드. 1C 062-24 0384 1.
- 한, 알렉스 (2003년). 《Possessed: The Rise And Fall Of Prince》. 뉴욕: 빌보드 북스. ISBN 0-8230-7748-9. (가입 필요).
- 로건, 조니 (2006년). 《Morrissey: The Albums》. 런던: 캘리도어. ISBN 0-95295-405-2. (가입 필요).
- 반스, 켄 (1986년 2월). “45 Revelations”. 《크림》. 17권 6호. 28쪽. (가입 필요).